# クレマン・シャントーム
クレマン・シャントーム（Clément Chantôme、1987年9月11日 - ）は、フランス・ヨンヌ県・サンス出身の元サッカー選手。

## 経歴
パリ・サンジェルマンFCの下部組織出身、プロデビューした。
2016年6月23日、スタッド・レンヌへフリートランスファーで加入することが決定した。
2012年10月12日の日本代表戦でフランス代表デビューをした。

## タイトル
クラブ
パリ・サンジェルマンFC
- リーグ・アン 2012-13
- クープ・ドゥ・ラ・リーグ 2007-08
- クープ・ドゥ・フランス 2009-10
- トロフェ・デ・シャンピオン 2013, 2014